# خریالتی
خریالتی (گرجی: ხრიალეთი) یک روستا در شهرداری ازورگتی ناحیه گوریا در غرب گرجستان است.